# Nomada hurdi
Nomada hurdi är en biart som beskrevs av Evans 1972. Nomada hurdi ingår i släktet gökbin, och familjen långtungebin. Inga underarter finns listade i Catalogue of Life.